# Asterina pouzolziae
Asterina pouzolziae är en svampart som beskrevs av C. G. Hansford 1954. Asterina pouzolziae (svamp) ingår i släktet Asterina, och familjen Asterinaceae. Inga underarter finns listade.